# Henryk Ebers
Henryk Ebers (ur. w 1855 roku w Médoc – zm. 5 września 1919 w Krynicy) – lekarz, hydroterapeuta.

## Życiorys
Syn Henryka Ebersa, wileńskiego lekarza, powstańca listopadowego i Pauliny z Kossowiczów. W 1881 roku ukończył studia na wydziale lekarskim Uniwersytetu Jagiellońskiego w Krakowie i uzyskał dyplom doktora medycyny. Kształcił się także w Wiedniu i Paryżu. Pracował we Lwowie oraz Wiedniu. W latach 90., będąc w Szwajcarii, Francji, Niemczech i we Włoszech, zapoznał się z funkcjonowaniem zakładów i stacji klimatycznych. Pracował w Abancji, gdzie posiadał własny zakład „Ayram”, następnie przeniósł się do Crikvenicy (Chorwacja), gdzie wydzierżawił znany ośrodek „Therapia-Palace”. Po sprzedaży tej placówki w 1904 r. założył podobny zakład na wyspie Lido (Wenecja).

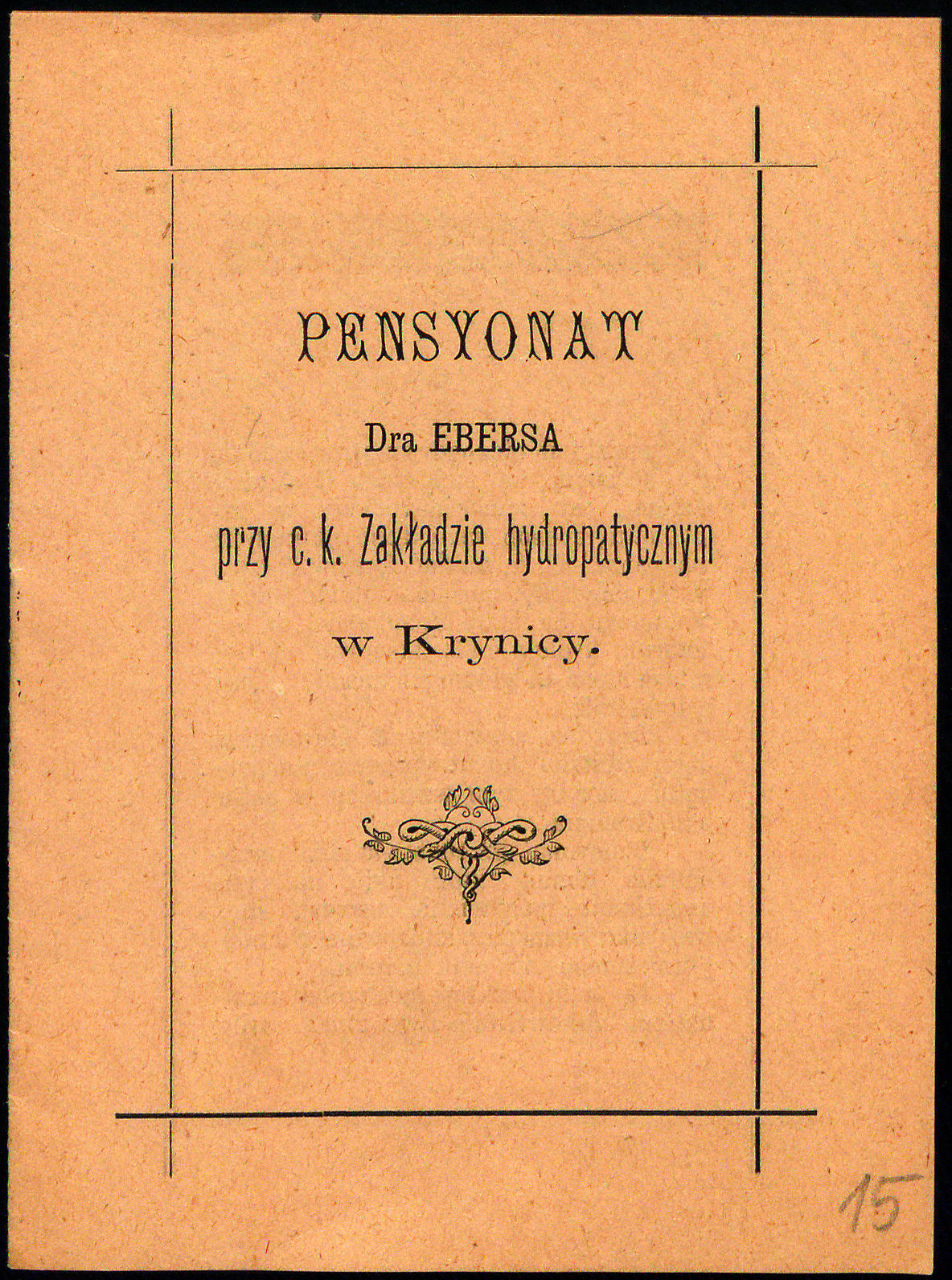
Ulotka Pensjonatu Dra Ebersa w Krynicy Zdrój (XIX w.)

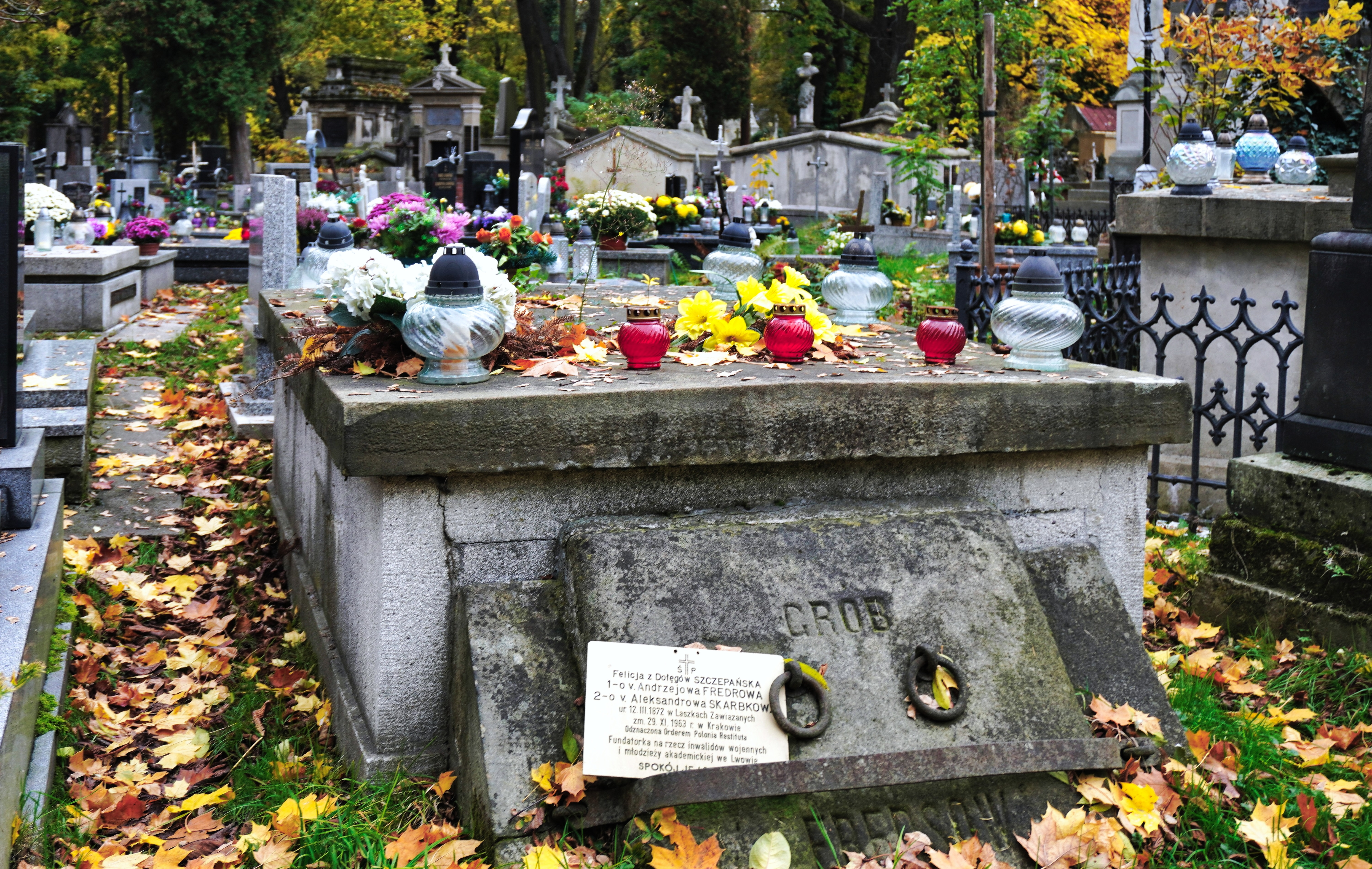
Grób dr. Henryka Ebersa na Cmentarzu Rakowickim w Krakowie

Po powrocie do Krynicy w 1885 r. zaangażował się w życie miasta. Pełnił funkcję kierownika nowo wybudowanego zakładu wodoleczniczego, gdzie wdrażał nowoczesne metody kuracji. Prowadził Pensyonat Dra Ebersa przy CK.Zakładzie Hydropatycznym. Zabytkowy budynek "Hydropatii" zbudowany w 1884 r. został rozebrany w latach 2000-1 r.
W latach 1904–1910 został członkiem Komisji Zdrojowej, radnym gminy, przewodniczącym Koła Lekarzy w Krynicy.  W 1907 r. otrzymał koncesję na własne nazwisko na budowę połączenia kolejowego między Krynicą a Muszyną od rządu austriackiego. Według stanu z 1914 był członkiem rady nadzorczej Własnego Galicyjskiego Zakładu Kredytowego Krajowego Związku Zdrojowisk i Uzdrowisk we Lwowie. W czasie I wojny światowej udało mu się ocalić Krynicę od zniszczenia przez wojska rosyjskie. Będąc w sztabie armii rosyjskiej przekonywał, że miasto przyjmując na leczenie wielu obcokrajowców nie jest miastem polskim.
Pochowany na cmentarzu Rakowickim w Krakowie.

## Archiwum Ebersa
"Kolekcja Henryka Ebersa" - listy, dokumenty, telegramy, wizytówki, plany budowli zdrojowych - znajdują się w archiwum Ośrodka Karta w Warszawie. Są to materiały materiałów przekazane przez jego wnuka Michała Grabowskiego w 2012 roku.

## Upamiętnienia
Ulica prowadząca z dworca kolejowego na Deptak w Krynicy została nazwana jego imieniem.